# Melanie Clewlow
Melanie Clewlow (Dover, 7 de mayo de 1976) es una exjugadora británica de hockey sobre césped.

## Trayectoria
Clewlow disputó con su selección en el Mundial de Utrecht 1998. Tuvo su primera participación olímpica en los Juegos Olímpicos de Sídney 2000. En el 2002 jugó el Champions Trophy de Macao y el Mundial de Perth, donde terminó tercera en su grupo y no avanzó a la fase final. En 2003 participó en el Champions Trophy de Sídney. En 2006 disputó el Mundial de Madrid, donde terminó tercera de su grupo, por detrás de Países Bajos y el país anfitrión. En los Juegos Olímpicos de Pekín 2008 quedó tercera en su grupo y no avanzó a la fase final.